# 天主教巴耶斯城教區
天主教巴耶斯城教區（拉丁語：Dioecesis Vallipolitana）是墨西哥一個天主教教區，位於聖路易斯波托西州東南部。教區屬聖路易斯波托西總教區。
教區於1960年11月27日成立，2006年時有教友939,000人，佔總人口94.0%。教區有四十二個堂區和七十二名司鐸。
現任教區主教為羅勃·延尼-加爾西亞，榮休主教為羅勃·奧克塔維奧·巴爾莫里-辛塔。